# Pseudoreaster obtusangulus
Pseudoreaster obtusangulus är en sjöstjärneart som först beskrevs av Jean-Baptiste Lamarck 1816.  Pseudoreaster obtusangulus ingår i släktet Pseudoreaster och familjen Oreasteridae. Inga underarter finns listade i Catalogue of Life.